# Batote
Batote (cyr. Батоте) – wieś w Serbii, w okręgu rasińskim, w gminie Brus. W 2011 roku liczyła 346 mieszkańców.